# Parafia Podwyższenia Krzyża Świętego w Sandomierzu
Parafia pw. Podwyższenia Krzyża Świętego w Sandomierzu – parafia rzymskokatolicka znajdująca się w diecezji sandomierskiej, w dekanacie Sandomierz.
Parafia erygowana w 1987 z obszaru parafii św. Pawła w Sandomierzu. Mieści się przy ulicy Ożarowskiej.